# Щоденник Еллен Рімбавер (фільм, 2003)
«Щоденник Еллен Рімбавер» (англ. The Diary of Ellen Rimbauer) — американський телевізійний трилер 2003 року, знятий режисером Крейгом Р. Бакслі, екранізація похмурого роману Рідлі Пірсона про маєток «Червона роза».

## Сюжет
1910 рік, Сіетл. Юна Еллен збирається одружитися з впливовим нафтовим магнатом Рімбавером. Мільйонер робить їй казковий подарунок — будує готичний особняк «Червона роза». На жаль, щедрість нареченого затьмарюється вбивством на будівництві, а будинок зводиться на покинутому індіанському кладовищі. Передісторію маєтку Еллен не знає, а Рімбавера вважає гідним чоловіком.
Довірлива Еллен жорстоко помиляється: мільйонер виявляється зарозумілим розпусником, а розкішний особняк — проклятим містичним місцем. Подейкують, що окроплені кров'ю стіни і індіанська земля вимагають помсти, проте Еллен не вірить розповідям. Незабаром чутки підтверджуються — «Червона роза» починає забирати людей. Тут безслідно зникає прислуга, з'являються нові кімнати, самі собою змінюються інтер'єри. Змінюється і сама Еллен Рімбавер, перетворюючись з жертви в господиню населеного привидами будинку.

## У ролях
| Актор                 | Роль                    |
| --------------------- | ----------------------- |
| Ліза Бреннер          | Еллен Гілкрест Рімбавер |
| Стівен Бренд          | Джон Рімбавер           |
| Кейт Бертон           | Конні Посей             |
| Цідіє Лелока          | Сукеена                 |
| Бред Грінкіст         | Дуг Посей               |
| Дейрдра Квінн         | Фанні                   |
| Цай Чін               | мадам Лу                |
| Ганс Альтвіс          | Даніель                 |
| Кортні Тейлор Барнесс | Ейпріл Рімбавер 5 років |
| Якоб Пірс Гусман      | Адам Рімбавер 6 років   |